# 纳沃加尔-马尼克普尔
纳沃加尔-马尼克普尔（Navghar-Manikpur），是印度马哈拉施特拉邦Thane县的一个城镇。总人口116700（2001年）。

## 人口
该地2001年总人口116700人，其中男性61806人，女性54894人；0—6岁人口12333人，其中男6507人，女5826人；识字率83.38%，其中男性为85.41%，女性为81.10%。